# Inkisi
Inkisi, även Zadi, är en 392 km lång flod  i norra Angola och västra Kongo-Kinshasa, och utgör ett sydligt vänsterbiflöde till Kongofloden. Inkisi flyter genom den angolanska provinsen Uíge och den kongolesiska provinsen Kongo-Central.